# Бабина Гузица
43° 42′ 37″ N 15° 29′ 54″ E / 43.71028° С; 15.49833° И
Бабина Гузица је ненасељено острвце у хрватском делу Јадранског мора. Налази се у Корнатском архипелагу око 1,5 км источно од Смоквице Веле. Део је Националног парка Корнати. Њена површина износи 0,012 km², док дужина обалске линије износи 0,44 км. Највиши врх је висок 18 м. Грађена је од кречњака и доломита кредне старости. Административно припада општини Муртер-Корнати у Шибенско-книнској жупанији.